# El Charquito
El Charquito är en ort i Mexiko.   Den ligger i kommunen Ayutla de los Libres och delstaten Guerrero, i den södra delen av landet, 280 km söder om huvudstaden Mexico City. El Charquito ligger 1 358 meter över havet och antalet invånare är 138.
Terrängen runt El Charquito är huvudsakligen kuperad, men åt sydväst är den bergig. El Charquito ligger uppe på en höjd. Runt El Charquito är det ganska glesbefolkat, med 29 invånare per kvadratkilometer. Närmaste större samhälle är Ayutla de los Libres, 11,4 km nordväst om El Charquito. I omgivningarna runt El Charquito växer huvudsakligen savannskog.